# Sanae Takaichi

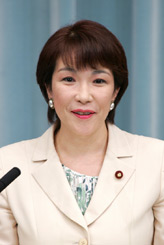
Sanae Takaichi, 2006

Sanae Takaichi (jap. 高市 早苗 Takaichi Sanae, zeitweise eigentlich verheiratet Yamamoto Sanae (山本 早苗); * 7. März 1961) ist eine japanische Politikerin (parteilos→LP→NFP→LDP), Abgeordnete aus Nara im Abgeordnetenhaus, dem Unterhaus der Nationalversammlung, und Ministerin im zweiten Kabinett Kishida für „Cool-Japan-Strategie“, geistiges Eigentum, Wissenschaft & Technologie, Weltraum und „wirtschaftliche Sicherheit“. Von 2014 bis 2017 und erneut 2019–20 war sie Ministerin für Allgemeine Angelegenheiten (sōmu-daijin) im zweiten bis vierten Kabinett Abe. In der LDP gehört sie heute keiner Faktion an, war aber nach ihrem Beitritt zunächst Mitglied der in den letzten Jahrzehnten dominierenden Mitsuzuka→Mori→Machimura→Hosoda-Faktion.

## Leben und Wirken
Takaichi, Absolventin der präfekturbetriebenen Unebi-Oberschule Nara in der Stadt Kashihara und der wirtschaftswissenschaftlichen Fakultät der Universität Kōbe, absolvierte nach ihrem Studium das Matsushita seikei juku, die vom Matsushita-Denki-Sangyō-Konzern (heute: Panasonic) gestiftete Kaderschmiede für Führungskräfte in Politik und Wirtschaft. Danach arbeitete sie von 1987 bis 1989 in den USA als Congressional Fellow für die Demokratin Patricia Schroeder, damals Abgeordnete aus Colorado im Abgeordnetenhaus, dem Unterhaus des US-Kongresses.
Bei der Oberhauswahl 1992 bewarb sich Takaichi als parteilose Kandidatin in ihrer Heimatpräfektur Nara (ein Sitz pro Teilwahl), unterlag aber dem offiziellen LDP-Kandidaten Minao Hattori. Ein Jahr später bewarb sie sich bei der Unterhauswahl 1993 in Nara (damals als zenken-ku ein Fünfmandatswahlkreis für die ganze Präfektur) und gewann mit dem höchsten Stimmenanteil unter acht Kandidaten einen Sitz. Sie stimmte zunächst bei der Wahl des Premierministers mit der nun erstmals oppositionellen LDP, trat aber 1994 der Liberalen Partei von Kōji Kakizawa bei, die sich am Kabinett Hata beteiligte, nach der Rückkehr der LDP in die Regierung im jiyū kaikaku rengō („liberaler Reformbund“) und schließlich Ende 1994 zum größten Teil in der NFP aufging. Für diese bestritt sie nach der Wahlrechtsreform bei der Wahl 1996 den neuen Einmandatswahlkreis Nara 1, der im Wesentlichen aus der Stadt Nara besteht, und setzte sich gegen Masahiro Morioka (LDP) und zwei Kandidaten von KPJ und DPJ durch. Noch im gleichen Jahr trat sie der LDP unter Ryūtarō Hashimoto bei, nachdem dieser die formale Koalition mit den in Sozialdemokraten umgetauften und zu einer Kleinpartei reduzierten Sozialisten beendet und die LDP-Alleinregierung wiederhergestellt hatte.
Für die LDP musste sich Takaichi nun die LDP-Kandidatur im 1. Wahlkreis nach der sogenannten „Costa-Rica-Methode“ (kosuta rika hōshiki; nach der Wahlrechtsreform verbreitet sowie auch nach der NFP-Auflösung verwendet, um die Wahlkreiskandidaturen in den neuen Einmandatswahlkreisen unter mehreren LDP-Amtsinhabern zu verteilen) abwechselnd mit Masahiro Morioka teilen. Sie kandidierte bei der Unterhauswahl 2000 ausschließlich im Verhältniswahlsegment über den Block Kinki und wurde gewählt, 2003 wieder im Wahlkreis, unterlag dort aber dem Demokraten Sumio Mabuchi und verfehlte auch eine Wiederwahl im Verhältniswahlblock. Im Unterhaus war Takaichi von 2001 bis 2002 Vorsitzende des mit dem gleichnamigen Ministerium neu eingerichteten Kultus- und Wissenschaftsausschusses. Danach war sie bis 2003 „Vizeministerin“ im Wirtschafts- und Industrieministerium. 2004 heiratete sie den politischen Weggefährten Taku Yamamoto (ebenfalls Liberale Partei→NFP→LDP), Unterhausabgeordneter aus Fukui, für ihre politische Arbeit nutzte sie weiter auch bis zu ihrer Scheidung 2017 ihren etablierten Geburtsnamen. 2004 wurde sie Professorin an der wirtschaftswissenschaftlichen Fakultät der Kinki-Universität.
2005 schloss sich Makoto Taki aus dem Wahlkreis Nara 2 den „Rebellen“ gegen die von Jun’ichirō Koizumi betriebene Postprivatisierung an. Bei der resultierenden „Postprivatisierungswahl“ 2005 wurde Takaichi Koizumis „Attentäter-Kandidatin“ im Wahlkreis 2 und gewann. Sie unterlag Taki 2009 knapp, gewann aber einen Verhältniswahlsitz im Block Kinki, 2012 setzte sie sich wieder im Wahlkreis durch und verteidigte den Sitz bei allen Wahlen bis einschließlich 2024. Koizumis Nachfolger Shinzō Abe berief Takaichi 2006 erstmals in ein Kabinett, in dessen ersten Regierung war sie bis 2007 Ministerin beim Kabinettsamt für besondere Aufgaben: Okinawa und die „Nördlichen Territorien“ (Südkurilen), Wissenschafts- und Technologiepolitik, Innovation, Geburtenrückgang, Geschlechtergleichstellung und Lebensmittelsicherheit. Von 2008 bis 2009 war sie erneut „Vizeministerin“ im Wirtschaftsministerium.
2012 übernahm Abe ein zweites Mal den Parteivorsitz, nach der siegreichen Unterhauswahl 2012 berief er Takaichi als PARC-Vorsitzende in den engsten Kreis der Parteiführung – wenngleich der PARC nicht mehr die zentrale Stellung früherer Jahrzehnte bei der Politikformulierung einnimmt und zuletzt teilweise durch externe Berater verdrängt wurde. Bei einer Kabinettsumbildung im September 2014 wechselte sie als Ministerin für Allgemeine Angelegenheiten ins Kabinett und wurde 2017 von Seiko Noda abgelöst. Ab 2019 übte Takaichi diesen Posten im zum weiten Mal umgebildeten vierten Kabinett Abe bis zu Abes Rücktritt im September 2020 erneut aus. Sie steht, wie Premier Abe und weitere Kabinett- und LDP-Parteimitglieder, der als revisionistisch geltenden Nippon Kaigi nahe.
2021 kandidierte Takaichi ohne formale Unterstützung ganzer Faktionen, aber mit Abes Empfehlung bei der Wahl des LDP-Vorsitzenden für die Nachfolge des nicht mehr antretenden Yoshihide Suga. Sie erhielt unter den Abgeordneten die zweithöchste Stimmenzahl, schied aber mit einem zu schwachen Vorwahlergebnis als insgesamt Drittplatzierte im ersten Wahlgang hinter Fumio Kishida und Tarō Kōno aus. Unter dem in der Stichwahl siegreichen Kishida wurde sie anschließend im neuen Parteivorstand zunächst erneut PARC-Vorsitzende. Bei einer Kabinettsumbildung im August 2022 berief Kishida sie zur Ministerin beim Kabinettsbüro für mehrere besondere Aufgaben: „Cool-Japan-Strategie“ (internationale Kulturvermarktung), geistiges Eigentum, Wissenschaft & Technologie, Weltraum sowie „wirtschaftliche Sicherheit“, das von Kishida neu eingerichtete Programm zur Sicherung von Lieferketten, zentraler Infrastruktur und anderen strategisch wichtigen Teilen der Volkswirtschaft.

Ergebnisse der LDP-Vorsitzendenwahl 2024 im 1. Wahlgang

LDP-Vorsitzendenwahl 2024, Stichwahl

2024 trat Takaichi bei der Wahl des Parteivorsitzenden für die Nachfolge des nicht mehr kandidierenden Fumio Kishida an. Sie erhielt zwar knapp die meisten Vorwahlstimmen unter den Parteimitgliedern und führte insgesamt im ersten Wahlgang, unterlag aber in der Stichwahl, in die die Vorwahlen nur noch mit einer Stimme pro Präfekturverband (winner-take-all) einfließen, Shigeru Ishiba, der nun in beiden Segmenten führte, weil er zwar absolut landesweit weniger Vorwahlstimmen, aber in mehr Präfekturen als Takaichi mehr Stimmen als sie erhalten hatte. Ishibas anschließendes Angebot, den Exekutivrat (sōmukai) und damit eine der drei wichtigsten Führungspositionen (san’yaku) der Partei zu übernehmen, lehnte sie ebenso wie einen Kabinettsposten ab.